# Rosie Winterton
Pour les articles homonymes, voir Winterton (homonymie).
Dame Rosalie dite Rosie Winterton, née le 10 août 1958 à Leicester, est une femme politique du Parti travailliste au Royaume-Uni.
Elle est députée de Doncaster Central de 1997 à 2024. De juin 2017 à juillet 2024, elle est deuxième vice-président des voies et moyens. Elle est, sous la direction du Premier ministre Gordon Brown, ministre du Travail et des Pensions de 2008 à 2009, et ministre des Gouvernements locaux de 2009 à 2010. Elle entre ensuite au Cabinet fantôme en mai 2010 en tant que leader fantôme de la Chambre des communes.
En septembre 2010, elle est nommée et élue sans opposition en tant que Whip en chef du Parti travailliste et occupe ce poste jusqu'en octobre 2016,.
Elle entre à la chambre des lords en 2024.

## Jeunesse
Formée à St Mary's (maintenant Hill House School, Doncaster), Ackworth School (une école indépendante) et Doncaster Grammar School sur Thorne Road  (maintenant Hall Cross Academy ) et obtenant ensuite un baccalauréat en histoire à l'Université de Hull . En 1979, elle travaille pour la première fois comme assistante personnelle de circonscription de John Prescott de 1980 à 1986, puis comme assistante parlementaire, d'abord pour le Southwark Council pendant deux ans jusqu'en 1988, puis pour deux autres années pour le Royal College of Nursing jusqu'en 1990.
Après avoir travaillé pendant quatre ans dans le secteur privé, en tant que directrice générale de Connect Public Affairs, elle retourne en politique pour aider John Prescott en 1994, élu chef adjoint du parti travailliste, dont elle devient chef de cabinet jusqu'en 1997.

## Carrière parlementaire
Elle est élue députée aux élections de 1997, remportant le siège sûr du parti travailliste de Doncaster Central avec une part de vote dépassant 50% à chaque élection générale jusqu'en 2010, où sa part de vote tombe à 39,7%.
Elle entre au gouvernement en 2001, en tant que sous-secrétaire d'État parlementaire au département du Lord Chancelier, et devient ministre d'État au département de la Santé en juin 2003. En janvier 2006, Elle prend davantage de responsabilités et préside à l'introduction du nouveau contrat dentaire du NHS d'avril 2006.
En juin 2007, elle est nommée ministre d'État au ministère des Transports par le nouveau premier ministre, Gordon Brown. Elle est ensuite nommée ministre du Yorkshire et du Humber en plus de ses responsabilités de DfT le 24 janvier 2008. Elle est promue ministre d'État aux Pensions au ministère du Travail et des Pensions lors du remaniement d'octobre 2008, conservant son poste ministériel pour le Yorkshire et le Humber.
Lors du remaniement de juin 2009, elle est mutée au poste de Ministre d'État au Développement économique régional et à la Coordination au Département des Affaires, de l'Innovation et des Compétences et au Département du Logement, des Communautés et du Gouvernement local et, à ce titre, est invité à siéger au Cabinet lorsque ses dossiers sont à l'ordre du jour.
En septembre 2010, elle est nommée et élue sans opposition en tant que Whip en chef du Parti travailliste et sert jusqu'en octobre 2016, date à laquelle elle est remplacée par Nick Brown (homme politique).
En juin 2017, Winterton est élue pour occuper le poste de deuxième vice-président des voies et moyens.
En juin 2006, elle est nommée membre du Conseil privé et elle prête serment le 19 juillet 2006. Elle est nommée Dame Commandeur de l'Ordre de l'Empire britannique lors des honneurs du nouvel an 2016.
Elle est créée baronne Winterton de Doncaster et entre à la chambre des lords le 13 août 2024.